# Formica ungeri
Formica ungeri är en myrart som beskrevs av Oswald Heer 1850. Formica ungeri ingår i släktet Formica och familjen myror. Inga underarter finns listade i Catalogue of Life.